# Ferroaliatge
Ferroaliatge es refereix a diversos aliatges de ferro amb una alta proporció d'aquest o d'altres elements, manganès o silici per exemple. És usat en la producció d'acers i aliatges com a matèria primera.
Els principals ferroaliatges són:
- FeAl – ferroalumini
- FeB – ferrobor – 12–20% de bor, màx. 3% of silici, màx. 2% alumini, màx. 1% de carboni
- FeCe – ferroceri
- FeCr – ferrocrom
- FeMg – ferromagnesi
- FeMn – ferromanganès
- FeMo – ferromolibdè – mín. 60% Mo, màx. 1% Si, màx. 0,5% Cu
- FeNb – ferroniobi, també anomenat ferrocolumbio
- FeNi – ferroníquel
- FeP – ferrofòsfor
- FeSi – ferrosilici – 15–90% Si
- FeSiMg – ferrosilici magnesi (amb Mg 4 to 25%)
- FeTi – ferrotitani – 10..30–65..75% Ti, màx. 5–6,5% Al, màx. 1–4% Si
- FeU – ferrourani
- FeV – ferrovanadi
- FeW – ferrotungstè

## Producció i consum
Els ferroalitges són produïts mitjançant l'addicció d'elements químics en el metall fos, normalment durant la fabricació d'acer. Imparteixen qualitats distintives d'acer i ferro colat o compleixen importants funcions durant la producció i estan, per tant, estretament relacionats amb la indústria del ferro i l'acer, la principal consumidora de ferroaliatges. Els principals països productors de ferroaliatges el 2008 van ser Xina, Sud-àfrica, Rússia, Kazakhstan i Ucraïna, que van representar el 77% de la producció mundial. El volum de producció mundial de ferroaliatges de crom, manganès i silici es va estimar en 29,1 milions de tones el 2008, un 3% menys que el 2007.

### Ferrocrom

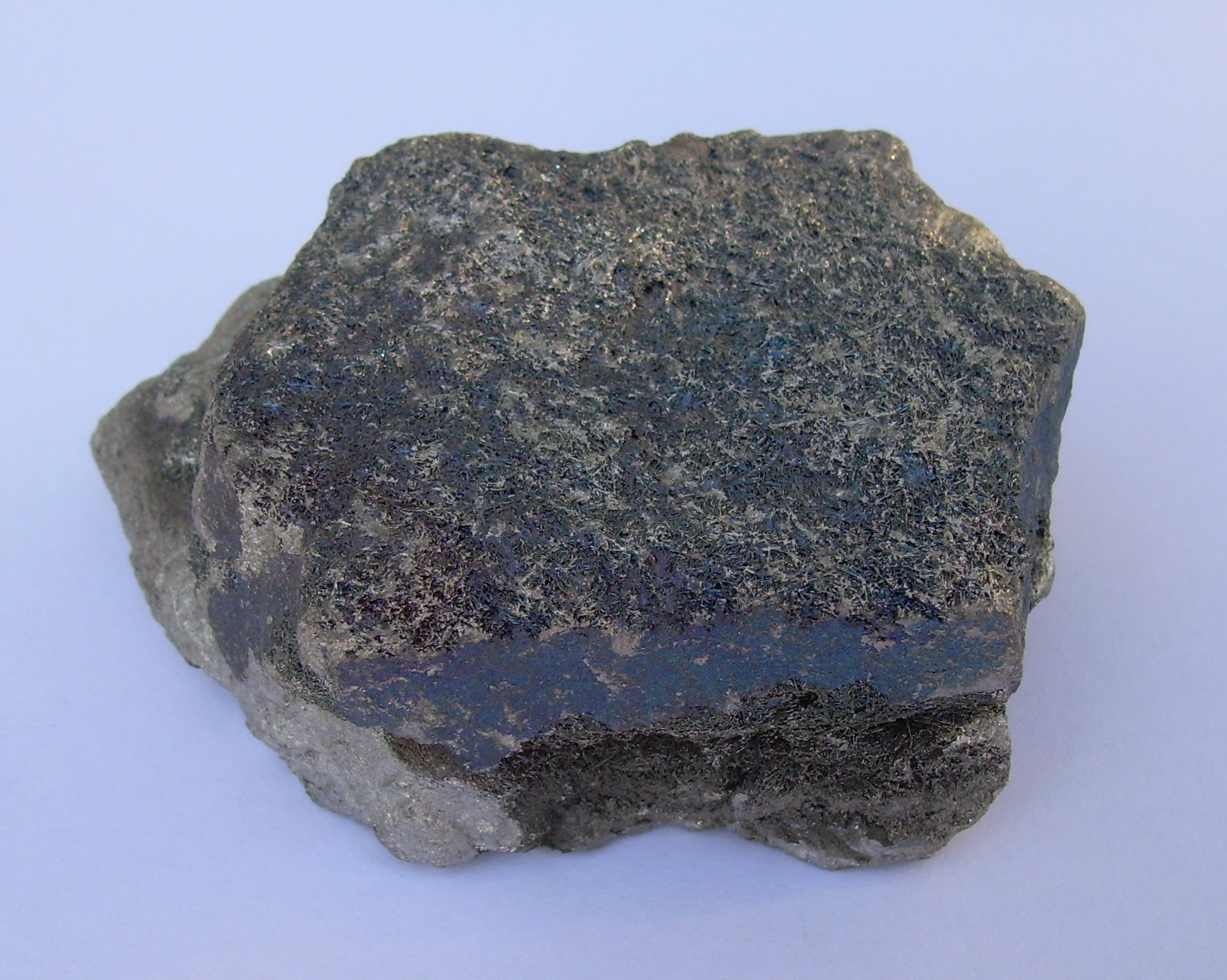
Ferrocrom

Els principals països productors de mineral de cromita el 2008 van ser Índia (gairebé 4 milions de tones); Kazakhstan (més de 3 milions de tones) i Sud-àfrica (gairebé 10 milions de tones). Més del 94% de la producció de mineral de cromita es fonia en forns d'arc elèctric per produir ferrocrom per a la indústria metal·lúrgica. Els principals països productors de ferrocrom el 2008 van ser Xina (més d'1 milió de tones), Kazakshtan (més d'1 milió de tones) i Sud-àfrica (més de 3 milions de tones). Índia va produir més de mig milió de tones, aproximadament igual que Rússia. La major part dels 7,84 milions de la producció mundial de ferrocrom s'usava en la fabricació d'acer inoxidable, que va superar els 26 milions de tones el 2008.

### Ferromanganès
Dos ferraliatges de manganès, ferromanganès i silicimanganès, són ingredients clau per a la fabricació d'acer. Xina és el país líder en producció de ferroaliatges de manganès (2,7 milions de tones), amb una producció molt més gran que la dels següents tres màxims productors, Brasil (0,34 milions de tones), Sud-àfrica (0,61 milions de tones) i Ucraïna (0,38 milions de tones), sumada.

### Ferromolibdè
Els principals països productors de ferromolibdè són Xile (16.918 tones), Xina (40.000 tones) i als Estats Units, que representaven al voltant del 78% de la producció mundial de mineral de molibdenita el 2008, mentre que el Canadà, Mèxic i el Perú representaven la resta. Els concentrats de molibdenita es torren per formar òxid molíbdic, que es pot convertir en ferromolibdè, productes químics de molibdè o metall de molibdè. Encara que els Estats Units va ser el segon màxim productor mundial el 2008, va importar més del 70% de les necessitats de molibdè el 2008, principalment per a la indústria de l'acer.

### Ferroníquel
Els principals països productors de ferroníquel el 2008 van ser Japó (301.000 tones), Nova Caledònia (144.000 tones) i Colòmbia (105.000 tones). En conjunt, aquests tres països van representar al voltant del 51% de la producció mundial, si s'exclou Xina. Ucraïna, Indonèsia, Grècia i Macedònia, en ordre decreixent de producció, van representar el 31% de la producció mundial, excloent Xina. Xina s'exclou de les estadístiques perquè la seva indústria produeix grans tonatges de ferro colat de níquel, més un ampli espectre de graus convencionals de ferroníquel, per a una producció estimada de 590.000 tones de pes total. El contingut de níquel de productes xinesos individuals va variar entre l'1,6 € i el 80%, depenent de l'ús final del client.
Als Estats Units, la indústria de l'acer va representar pràcticament tot el consum de ferroníquel el 2008, amb més del 98% utilitzat en acers inoxidables i resistents a la calor; no es va produir ferroníquel als Estats Units el 2008.

### Ferrosilici

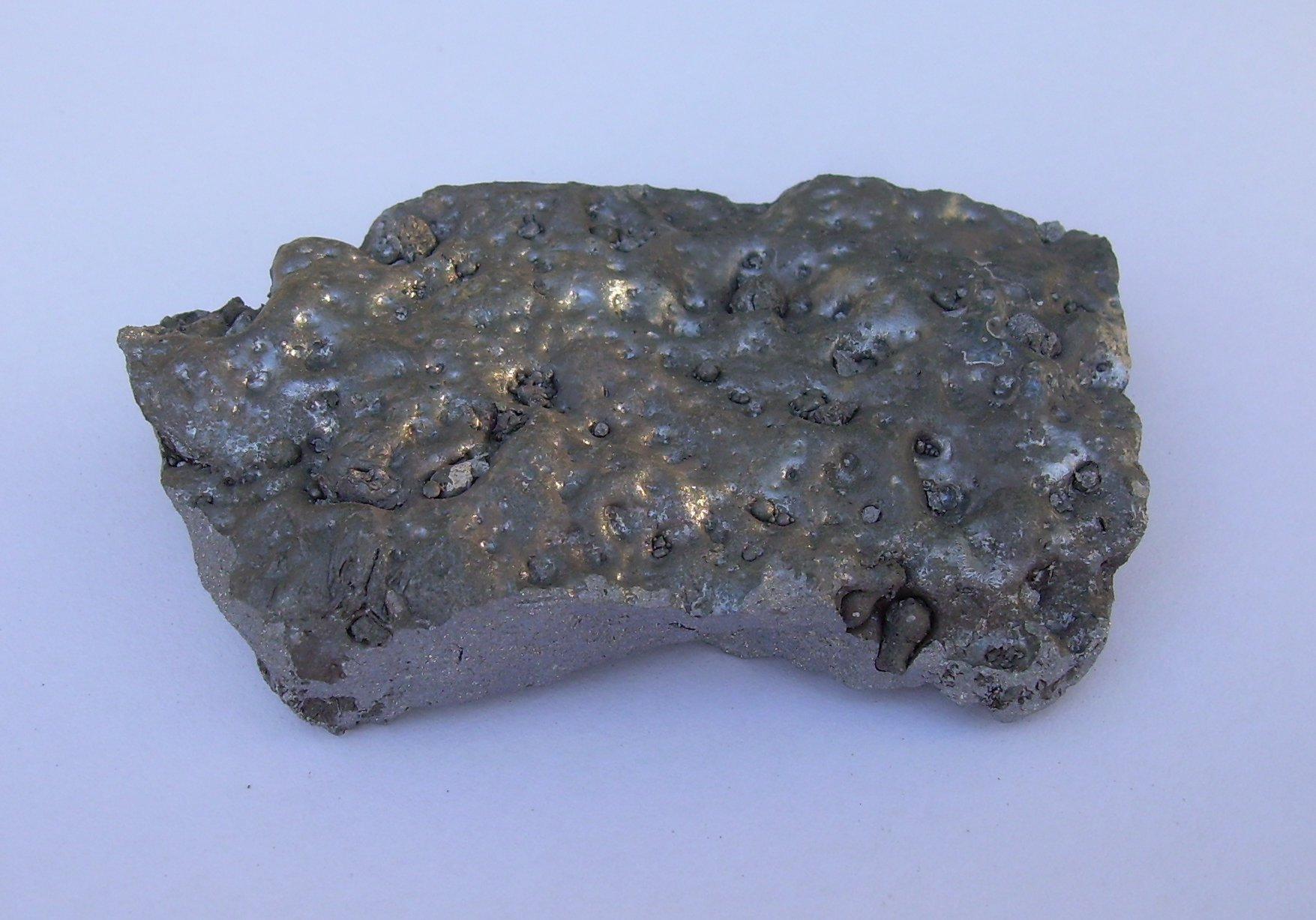
Ferrosilici

El consum de ferroaliatges de silici és conduït per ferro fos, la producció d'acer i aliatges de silici que s'usen com a desoxidants. Alguns metalls de silici s'utilitzaven també com a agent d'aliatges amb ferro.
Sobre el contingut de silici, la producció neta de ferrosilici i aliatges diversos de silici als Estats Units va ser de 148.000 tones el 2008. Xina és el principal proveïdor, que el 2008 va produir 4,9 milions de ferrosilici, més quantitat que tota la resta de món combinat. Altres fabricants importants són Noruega (0,21 milions de tones), Rússia (0,85 milions de tones) i Estats Units (0,23 milions de tones).

### Ferrotitani
El titani es fa servir en la fabricació d'acer per a la desoxidació, el control de la mida del gra, i el carboni i el nitrogen controlen i estabilitzen. Durant la fabricació d'acer, el titani s'introdueix generalment com a ferrotitani a causa de la seva temperatura de fusió relativament baixa i la seva alta densitat. Els acers amb un contingut relativament alt de titani inclouen acers inoxidables, d'intersticial lliure, d'alta resistència i de baix aliatge. El ferrotitani és produït generalment per fusió per inducció de la ferralla de titani amb el ferro o l'acer; però, també es produeix directament a partir de concentrats de mineral de titani. Els graus estàndard de ferrotitani són d'un 30% i un 70% de titani. El ferrosilici-titani també es produeix per permetre l'addicció simultània de silici i titani. Els principals països productors de ferrotitani són Brasil, Índia, Xina, Japó, Rússia, Ucraïna, Regne Unit i Estats Units.

### Ferrotungstè
El tungstè (o tungsté) és un element important d'aliatge en acers per a eines d'alta velocitat i d'altres tipus, i s'utilitza en menor mesura en alguns acers inoxidables i estructurals. El tungstè sovint s'afegeix a acers fosos com el ferrotungstè, que pot contenir fins a un 80% de tungstè. La producció mundial de ferrotungstè està dominada per Xina, que el 2008 va exportar 4.835 tones (pes brut) de l'aliatge. El ferrotungstè és relativament car, amb els preus al voltant de 25-35 € per quilogram de tungstè contingut.

### Ferrovanadi

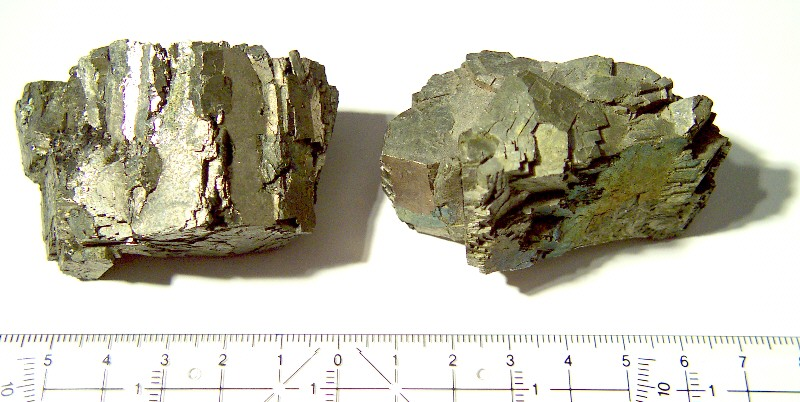
Trossos de ferrovanadi

El 2008, Xina, Rússia (12.000 tones) i Sud-àfrica (17.000 tones) van representar el 98% de la producció mundial de mineral vanadi. En aquests tres països, el vanadi es va recuperar principalment a partir de mineral de magnetita de titani-coixinet processat per produir ferro colat. El procés produeix una escòria que conté d'un 20% a un 24% de pentaòxid de vanadi, que pot ser processat a ferrovanadi que conté d'un 40% a un 50% de vanadi. De les 5.090 tones de vanadi que es van consumir als Estats Units el 2008, el 84% va provenir de ferrovanadi i gairebé totes (99%) van intervenir en la fabricació de l'acer.